# Унорица
Унорица (бел. Унорыца) — деревня в Озерщинском сельсовете Речицкого района Гомельской области Белоруссии.

## География

### Расположение
В 10 км на север от районного центра и железнодорожной станции Речица (на линии Гомель — Калинковичи), 60 км от Гомеля.

### Гидрография
На реке Днепр.

## Транспортная сеть
Транспортные связи по просёлочной, затем автомобильной дороге Светлогорск — Речица. Планировка в настоящее время состоит из дугообразной улицы, ориентированной с юго-востока на северо-запад вдоль реки Днепр и застроенной двусторонне, неплотно деревянными усадьбами.

## История
Обнаруженные археологами 2 поселения начала I тысячелетия до н. э. (на западной окраине и в 1,5-2 км на юг от деревни) свидетельствуют о заселении этих мест с давних времён. По письменным источникам известна с XVIII века как селение в Речицком повете Минского воеводства Великого княжества Литовского.
После 2-го раздела Речи Посполитой (1793 год) в составе Российской империи. В 1850 году собственность казны. В 1879 году обозначена в Речицком церковном приходе. Согласно переписи 1897 года действовала школа грамоты. Кроме земледелия 15 жителей занимались строительством барок и лодок. В 1908 году в Горвальской волости Речицкого уезда Минской губернии. 26 апреля 1910 года на берегу Днепра жители встречали мощи Преподобной Евфросиньи, которые на пароходе «Головачёв» перевозились из Киева в Полоцк.
В августе 1918 года во время немецкой оккупации Горвальский партизанский отряд занял деревню. С 8 декабря 1926 года до 30 декабря 1927 года центр Унорицкого сельсовета Речицкого района Речицкого с 9 июня 1927 года Гомельского округов. В 1930 году организован колхоз «Красная Беларусь», работала ветряная мельница. 37 жителей погибли на фронтах Великой Отечественной войны. Согласно переписи 1959 года в составе учхоза Речицкого сельгастэхнікума (центр — деревня Волчья Гора). Действовал клуб.
В состав Унорицкого сельсовета в 1920-х годах входил посёлок Америка (не существует).

## Население

### Численность
- 2004 год — 50 хозяйств, 95 жителей.

### Динамика
- 1795 год — 7 дворов.
- 1850 год — 13 дворов, 89 жителей.
- 1897 год — 41 двор, 238 жителей (согласно переписи).
- 1908 год — 53 двора, 355 жителей.
- 1930 год — 60 дворов.
- 1959 год — 262 жителя (согласно переписи).
- 2004 год — 50 хозяйств, 95 жителей.